# DVB return channel
Die DVB Return Channel sind eine Familie von Normen beim Digitalfernsehen, welche die TV-Übertragungwege rückkanalfähig machen. Damit ist eine Datenübertragung in beide Richtungen, von Punkt zu Punkt möglich. Das Digital Video Broadcasting (DVB) bezeichnet in technischer Hinsicht die standardisierten Verfahren zur Übertragung von digitalen Inhalten wie Fernsehen oder Radio.
Die Abkürzungen bedeuten:
- DVB = Digital Video Broadcasting = Digitalfernsehen
- DVB-T = DVB Terrestrial = Antennenfernsehen
- DVB-RCC = DVB Return Channel Cable
- DVB-RCS = DVB Return Channel Satellite
- DVB-RCT = DVB Return Channel Terrestrial.

## DVB-RCC via Kabel
DVB-RCC wird bei Kabelnetzbetreibern eingesetzt, um Internetzugänge anzubieten. Das Fernsehkabelnetz eignet sich grundsätzlich, für die Rückkanäle sind Frequenzen unterhalb des UKW-Bandes spezifiziert, an Stelle der bisherigen TV-Kanäle 2, 3 und 4 (48,25 MHz, 55,25 MHz und 62,25 MHz). Kabelnetze, die auf diesen Frequenzen weder digital noch analog TV-Programme übertragen, können damit Internet via Kabelanschluss anbieten.

## DVB-RCS via Satellit
DVB-RCS wird seit 1999 von SES Global beworben und hätte 2003 im regulären Consumereinsatz sein sollen. In der Realität ist DVB-RCS bei keinem Provider verfügbar, jedoch eine interessante Technik für Internetanbindung mit niedrigen Anforderungen. Wegen der gewaltigen Latenzzeit (Ping Roundtrip) von über 600 ms teilen sich viele Teilnehmer einen Transponder und damit dessen max. 38 Mbit/s. Mit neueren Satelliten gibt es steuerbare Transponder mit vergleichsweise winzigen Ausleuchtzonen, damit sich nicht – wie bei Internet via Satellit allgemein üblich – ganz Europa die Bandbreite von ca. 38 Mbit/s pro Transponder teilen muss. Der Rückkanal soll bis zu 2 Mbit/s erreichen.
Oft wird die Abkürzung „-RCS“ mit „Return Channel System“ verwechselt.

## DVB-RCS2 via Satellit Version 2
2012 wurde eine zweite Version des DVB-RCS-Standards verabschiedet mit verbesserter Fehlerkorrektur sowie höheren Modulationsarten (QPSK, 8-PSK und 16-QAM). Die Änderungen zielen auf eine erhöhte spektrale Effizienz ab und sollen eine Kostensenkung im Betrieb sowie höhere Datenraten ermöglichen.

## DVB-RCT terrestrisch
Das DVB-RCT wurde durch Marketing während der Einführungsphase beworben. Selbstverständlich kann DVB-T nicht DSL- oder internettaugliche Kabelanschlüsse überflüssig machen. Lediglich das analoge Kabel-TV-Angebot bildet DVB-T recht gut digital terrestrisch ab.
Um terrestrisch ausgesendetes Digital-TV, DVB-T, für interaktive Verteildienste wie Teleshopping, Telelearning und Telebanking nutzen zu können, ist dieser Dienst mit einem Rückkanal ausgestattet, dem DVB-RCT.
Die Modulation im Rückkanal arbeitet mit Multiple Access OFDM (MA-OFDM) in den gleichen Frequenzbändern, in denen die Downstream-Kanäle die TV-Signale übertragen. Die Übertragung kann in Funkzellen von bis zu 65 km Durchmesser erfolgen, und das mit mehreren kbit/s. Der DVB-RCT kann Leistungsspitzen mit mehreren tausend Transaktionen in der Sekunde übertragen. Die Sendeleistung für den Rückkanal, die vom Benutzer-Terminal oder von der Settop-Box aufgebracht wird, liegt bei 0,5 W.
Für DVB-RCT sind keine Rückkanalfrequenzen definiert.

## Andere Verfahren
Vielmehr könnte der Rückkanal per General Packet Radio Service, Universal Mobile Telecommunications System oder per SMS für Abstimmungen oder Gewinnspiele realisiert werden.
Es gibt aufbauend auf Satelliten-Receivern (DVB-S) ein proprietäres Produkt, Astras Blucom, bei dem das Handy per Bluetooth angebunden wird und Zusatzinformationen darstellt.
Das Handy hat neben dem Nachteil des kleinen Displays den Vorteil, dass es auch einen Rückkanal zur Verfügung stellt, der beim konkreten Produkt per SMS oder GPRS implementiert ist und dementsprechende Gebühren verursacht, wodurch sich die Eignung auf bestimmte Dienste mit geringem Reaktionsvolumen beschränkt.
Multimedia-Home-Platform-basierte Lösungen mit beliebigen, auch DVB-basierten Rückkanälen sind möglich.

## Technische Informationen
- Übersicht: Technische Infos (von Kathrein)
- Kanalbelegung im deutschen Kabelnetz (PDF)
- DVB-RCS im Einsatz - Europa, den Mittleren Osten und Afrika (Internet Access, VPN, VoIP)